# Zuidelijke palmroller
De Zuidelijke palmroller (Paradoxurus musanga) is een zoogdier uit de familie van de civetkatachtigen (Viverridae). De wetenschappelijke naam van de soort werd voor het eerst geldig gepubliceerd door Thomas Stamford Raffles in 1821. De soort werd in 2014 afgesplitst van de loewak (Paradoxurus hermaphroditus).

## Voorkomen
De soort komt voor in Zuidoost-Azië, van het zuiden van Myanmar, Thailand, Laos en Vietnam tot in Maleisië en Singapore en op de Indonesische eilanden Sumatra, Bangka-Belitung en Java.

## Ondersoorten
Er worden twee ondersoorten erkend:
- Paradoxurus musanga musanga (Raffles, 1821) – Komt voor in Zuidoost-Azië en op Sumatra.
- Paradoxurus musanga javanicus (Horsfield, 1824) – Komt voor op Java.